# Транспортное агентство Новой Зеландии
Тра́нспортное аге́нтство Но́вой Зела́ндии, NZTA (англ. NZ Transport Agency, маори Waka Kotahi) — новозеландский орган исполнительной власти, Королевская организация, созданная для обеспечения безопасного функционирования наземного транспорта. Организация ответственна в том числе за выдачу водительских удостоверений, регистрацию автотранспорта и расследование железнодорожных инцидентов.

## История
Агентство было создано 1 августа 2008 года поправкой к закону об управлении наземным транспортом путём слияния компаний Transit New Zealand и Land Transport New Zealand. Согласно закону, Агентство называется New Zealand Transport Agency, однако осуществляет свою деятельность под названием NZ Transport Agency. На языке маори Агентство называется Waka Kotahi, что означает «одно судно» и символизирует концепцию «совместные путешествия как единое целое».
В июле 2008 года Правление Транспортного агентства Новой Зеландии было раскритиковано оппозиционной Национальной партией, ввиду того, что в него вошли многие представители Лейбористской партии Новой Зеландии. Однако, после выборов 2008 года, члены Правления агентства были переназначены в соответствии с пожеланиями Кабинета Министров.

## Награды
Транспортное агентство Новой Зеландии и его предшественники трижды (в 2004, 2007 и 2008 годах) стали победителями и четырежды — финалистами конкурса Cycle Friendly Awards, учреждённого организацией защитников велоспорта Новой Зеландии. В 2009 году разработанная Агентством программа Feet First была удостоена награды New Zealand Plain English Award как лучший проект. Веб-сайт этой программы получил в 2009 году награду ассоциации интернет-маркетинга.

## Доступ к публичным данным
Транспортное агентство Новой Зеландии обладает информацией о лицензировании, регистрации и данных технического осмотра всех видов наземного транспорта Новой Зеландии, в том числе автомобилей, мотоциклов, трейлеров, грузовиков и сельхозтехники. Эти данные являются публичными и любой желающий может обратиться с запросом в базу данных Агентства и получить интересующую информацию по номеру регистрационного знака или VIN-номеру в любом почтовом отделении или на специальном веб-сайте.

## Дорожная разметка и указатели
Установка дорожных знаков и нанесение дорожной разметки находится в юрисдикции Транспортного агентства Новой Зеландии и регламентируется специальным руководством, Traffic Control Devices Manual.